# Sultanul Abedin
Sultanul Abedin (1952) es un botánico pakistaní, que se desempeña académicamente en el Departamento de Botánica, de la Universidad de Karachi. Ha publicado en Flora de Pakistán.

## Algunas publicaciones
- 1986. Contribution to the Flora of Saudi Arabia III. A New Species of Caylusea (Resedaceae). Willdenowia 15 ( 2); 433-436

### Libros
- 1979. Flora of West Pakistan: Malvaceae. Vol. 130. Ed. Stewart Herbarium, 107 pp.